# Юрнал
Юрна́л, юрналы (фр. journal, дневник) — в петровской России заимствованное название ежедневных записок, дневников, а также походных журналов военных; в терминологии того времени — поденные росписи. Примеры издававшихся юрналов:
- «Юрнал или поденная роспись, что в мимошедшую осаду, под крепостью Нотебурхом, чинилось сентября с 26-го числа в 1702 году» (об осаде крепости Нотенбурга; Москва, 27 декабря 1702)[1];
- «Юрналы и походные журналы Петра Великого, с 1695 по 1725 гг.» (СПб., 1853—1855; издание Афанасия Бычкова);
- «Юрналы и камер-фурьерские журналы, 1695—1747 г.» Сергея Соболевского (М., 1867);
- «Юрнал» вице-адмирала Я. С. Барша (начиная с 1707);
- «Юрнал 1717 году» князя А. Д. Меншикова;
- «Юрналы 1720 года»;

- юрналы Камчатской экспедиции Беринга[2]:
  - юрнал лейтенанта Алексея Чирикова;
  - «Юрнал бытности в Камчатской экспедиции мичмана Петра Чаплина» — пятилетний дневник, начиная с 24 января 1725 года;
  - юрнал лейтенанта Мартына Шпанберга.